# Legio XVI Gallica

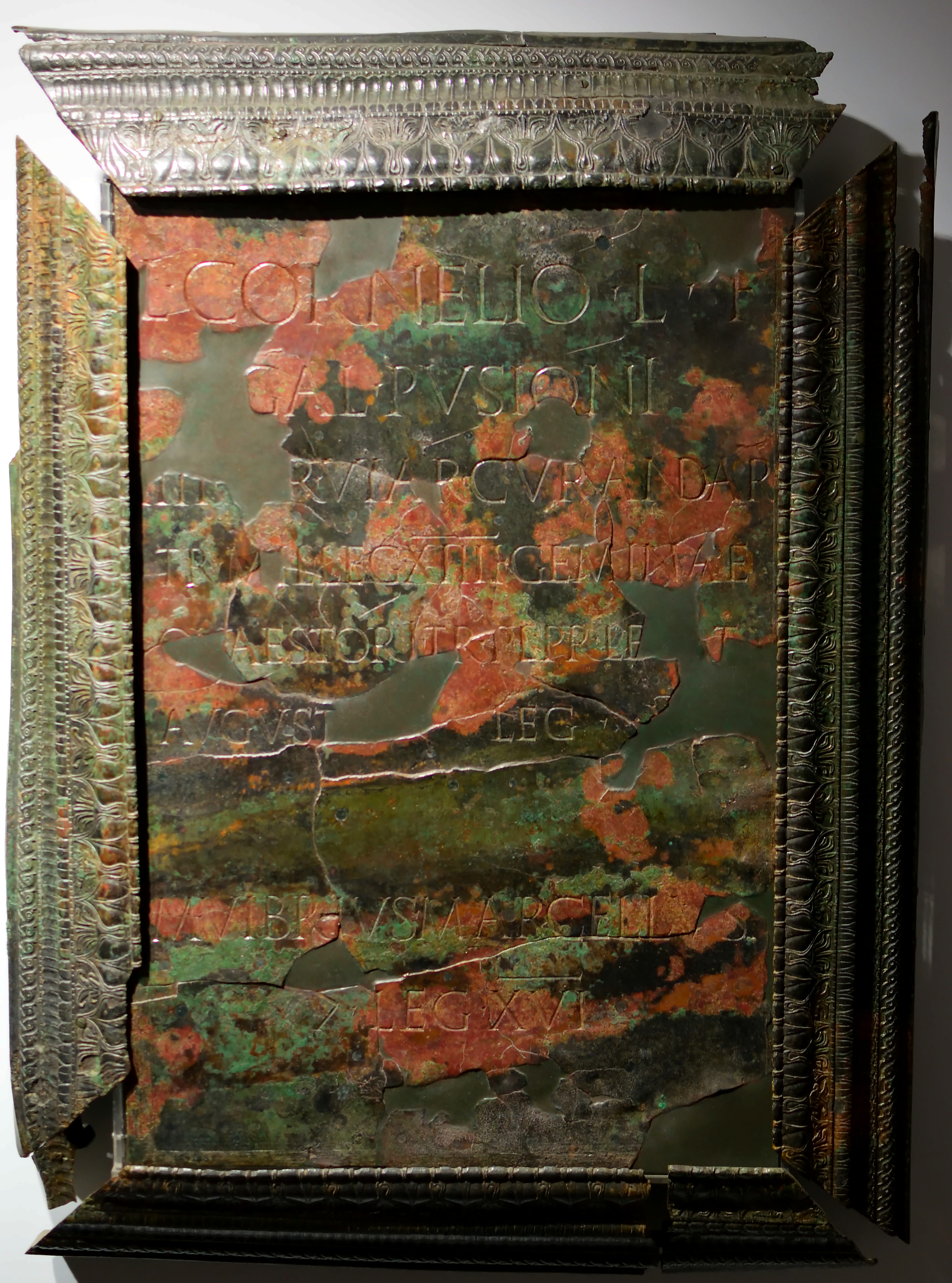
Piedistallo di una statua di bronzo dedicata al senatore Lucio Cornelio Pusione, che fu legato della XVI Gallica; la statua fu eretta per volere del centurione della legione Marco Vibrio Marcello.

La Legio XVI Gallica («della Gallia») fu una legione romana.

## Storia
La legione risale alla legio XVI arruolata da Gaio Giulio Cesare. Dopo la morte del dittatore, prima passò sotto il comando del triumviro Marco Emilio Lepido e poi dal 36 a.C. sotto quello di Augusto.
Partecipò anche alla serie di guerre che si succedettero per la conquista della Germania Magna a partire da Druso maggiore a Germanico Giulio Cesare (12 a.C. - 16 d.C.).
Intorno al 55 ne era legato Lucio Cornelio Pusione e centurione Marco Vibrio Marcello.
Fu congedata dopo la resa durante la rivolta dei Batavi (70). L'imperatore Vespasiano creò una nuova legione, la Legio XVI Flavia Firma, avente come simbolo il leone.